# Nozières (Cher)
Nozières és un municipi francès, situat al departament de Cher i a la regió de Centre – Vall del Loira. L'any 2007 tenia 230 habitants.

## Demografia

### Població
El 2007 la població de fet de Nozières era de 230 persones. Hi havia 84 famílies, de les quals 16 eren unipersonals (8 homes vivint sols i 8 dones vivint soles), 20 parelles sense fills, 44 parelles amb fills i 4 famílies monoparentals amb fills.
La població ha evolucionat segons el següent gràfic:
Habitants censats

### Habitatges
El 2007 hi havia 103 habitatges, 84 eren l'habitatge principal de la família, 10 eren segones residències i 9 estaven desocupats. Tots els 100 habitatges eren cases. Dels 84 habitatges principals, 73 estaven ocupats pels seus propietaris, 6 estaven llogats i ocupats pels llogaters i 4 estaven cedits a títol gratuït; 2 tenien una cambra, 3 en tenien dues, 17 en tenien tres, 19 en tenien quatre i 42 en tenien cinc o més. 62 habitatges disposaven pel capbaix d'una plaça de pàrquing. A 24 habitatges hi havia un automòbil i a 54 n'hi havia dos o més.

### Piràmide de població
La piràmide de població per edats i sexe el 2009 era:
| Homes | Edats   | Dones |
| ----- | ------- | ----- |
| 0     | 95 o +  | 0     |
| 0     | 90 a 94 | 4     |
| 0     | 85 a 89 | 0     |
| 0     | 80 a 84 | 0     |
| 0     | 75 a 79 | 0     |
| 4     | 70 a 74 | 0     |
| 4     | 65 a 69 | 4     |
| 0     | 60 a 64 | 4     |
| 24    | 55 a 59 | 8     |
| 8     | 50 a 54 | 8     |
| 12    | 45 a 49 | 12    |
| 8     | 40 a 44 | 4     |
| 8     | 35 a 39 | 20    |
| 12    | 30 a 34 | 16    |
| 4     | 25 a 29 | 4     |
| 8     | 20 a 24 | 8     |
| 8     | 15 a 19 | 12    |
| 16    | 10 a 14 | 8     |
| 4     | 5 a 9   | 12    |
| 12    | 0 a 4   | 8     |

## Economia
El 2007 la població en edat de treballar era de 152 persones, 113 eren actives i 39 eren inactives. De les 113 persones actives 106 estaven ocupades (57 homes i 49 dones) i 7 estaven aturades (1 home i 6 dones). De les 39 persones inactives 17 estaven jubilades, 6 estaven estudiant i 16 estaven classificades com a «altres inactius».

### Ingressos
El 2009 a Nozières hi havia 81 unitats fiscals que integraven 211,5 persones, la mediana anual d'ingressos fiscals per persona era de 19.104 €.

### Activitats econòmiques
Dels 4  establiments que hi havia el 2007, 3 eren d'empreses de construcció i 1 d'una empresa de comerç i reparació d'automòbils.
Dels 2 establiments de servei als particulars que hi havia el 2009, 1 era un paleta i 1 electricista.
L'any 2000 a Nozières hi havia 8 explotacions agrícoles que ocupaven un total de 351 hectàrees.

## Poblacions més properes
El següent diagrama mostra les poblacions més properes.